# Седяш (Пермский край)
Седяш — деревня в составе Октябрьского района в Пермском крае Российской Федерации.  В рамках организации местного самоуправления входит в муниципальное образование Октябрьский городской округ.

## География
Деревня находится в юго-восточной части края, в южной части округа, в пределах Уфимского плоскогорья,  при реки Седяш, на расстоянии приблизительно в 16 километрах на север по прямой от посёлка городского типа Октябрьский, административного центра округа. 

### Климат
Климат характеризуется как умеренно континентальный, с холодной продолжительной снежной зимой и коротким тёплым летом. Среднегодовая температура воздуха — +0,3 °C. Средняя температура воздуха самого холодного месяца (января) — −16,3 °C (абсолютный минимум — −49 °C); самого тёплого месяца (июля) — +16,5 °C (абсолютный максимум — +37 °C). Среднегодовое количество осадков составляет около 600 миллиметров, из которых большая часть выпадает в тёплый период. Снежный покров держится в течение 160—170 дней.

## История
До 2020 года входила в состав Петропавловского сельского поселения Октябрьского района. После упразднения обоих муниципальных образований входит в состав Октябрьского городского округа.

## Население
| 2010 |
| ---- |
| 282  |

Постоянное население составляло 374 человека в 2002 году (97 % татары), 282 человека в 2010 году.

## Инфраструктура
Личное подсобное хозяйство с зоной сельскохозяйственного использования, индивидуальная застройка усадебного типа.

## Достопримечательности
В центре деревни установлен Обелиск погибшим односельчанам в годы Великой Отечественной войны

## Транспорт
Деревня доступна автотранспортом. Остановка общественного транспорта «Поворот на Седяш». 
Просёлочные дороги. 